# Frank Dahrendorf

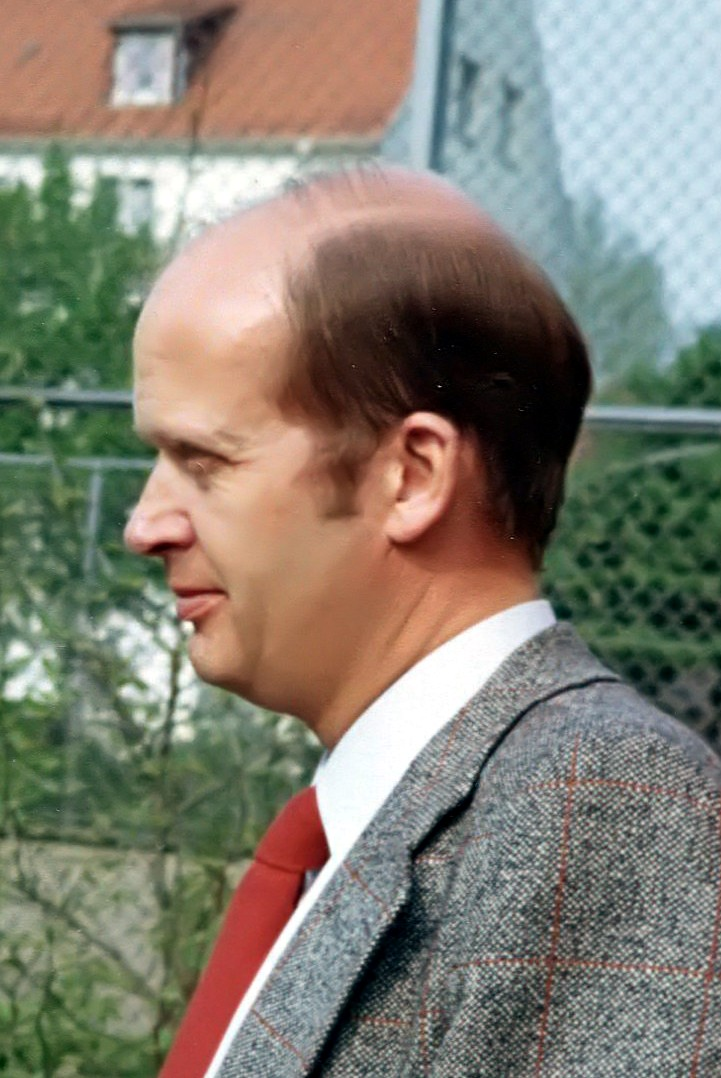
Frank Dahrendorf um 1980

Frank Herbert Dahrendorf (* 26. Mai 1934 in Berlin; † 4. Juni 2013 ebenda) war ein deutscher Rechtsanwalt und SPD-Politiker.

## Leben
Der Sohn des früheren SPD-Reichstagsabgeordneten Gustav Dahrendorf und Bruder von Ralf Dahrendorf studierte ab dem Jahr 1953 Rechtswissenschaft in Hamburg, München und Frankfurt am Main. Während seines Studiums war Dahrendorf Mitglied des Sozialistischen Deutschen Studentenbunds (SDS), AStA-Vorsitzender in Hamburg und amtierte 1956/57 als 2. Vorsitzender des Verbands Deutscher Studentenschaften (VDS).

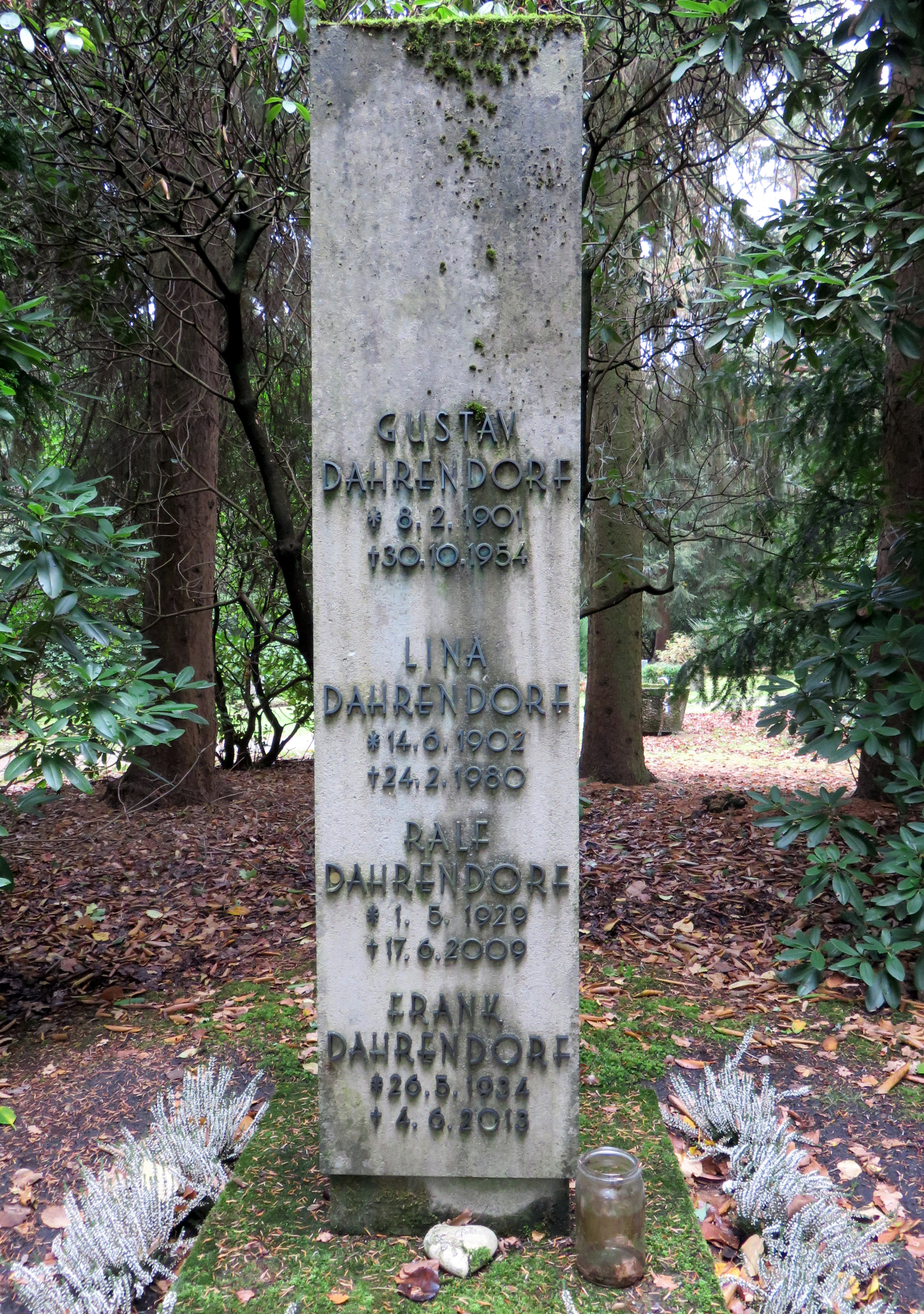
Grabstein Dahrendorf auf dem Friedhof Ohlsdorf

Nach dem ersten (13. Januar 1959) und zweiten (7. Februar 1963) juristischen Staatsexamen ließ sich Dahrendorf als Rechtsanwalt in Hamburg nieder. In den Jahren 1970 bis 1978 war er Staatsrat (Staatssekretär) in Hamburg, zunächst in der Innen- und später in der Schulbehörde. Im Jahr 1978 zum Justizsenator in Hamburg ernannt, musste er am 26. September 1979 aufgrund des Stoltzenberg-Skandals zurücktreten.
Im Januar 1981 wurde Dahrendorf von Berlins neuem Regierenden Bürgermeister Hans-Jochen Vogel zum Innensenator berufen. Aus diesem Amt schied er wieder aus, als die sozialliberale Koalition am 10. Mai bei der Wahl zum Abgeordnetenhaus von Berlin 1981 ihre Mehrheit verlor und am 11. Juni 1981 ein neuer Senat unter Richard von Weizsäcker (CDU) gewählt wurde; gleichzeitig verzichtete Dahrendorf auf das eben erst erworbene Mandat im Abgeordnetenhaus.
Dahrendorf war danach wieder als Rechtsanwalt in Hamburg tätig. Zu seinen Funktionen innerhalb der SPD gehörte in dieser Zeit der Vorsitz des Ortsvereins Barmbek-Uhlenhorst-Hohenfelde im SPD-Kreis Hamburg-Nord. 1982 wurde er als Abgeordneter in die Hamburgische Bürgerschaft gewählt. Er arbeitete dort vor allem in den Ausschüssen für  Verfassung, Geschäftsordnung und Wahlprüfung, Hafen und Wirtschaft und Vermögen und öffentliche Unternehmen mit.
Im Jahr 1991 trat er in den Vorstand des Verbandes der Konsumgenossenschaften in Berlin ein (bis 1994). Von 1992 bis 2009 war er zudem stellvertretender Vorsitzender des Medienrates der Medienanstalt Berlin-Brandenburg (mabb).
Frank Dahrendorf wurde im engsten Familienkreis auf dem Ohlsdorfer Friedhof in Hamburg im Planquadrat Y 12 (südlich der Norderstraße) beigesetzt.

## Senatsmitgliedschaften
- Senat Klose II, Hamburg, Justizsenator, 1978–1979
- Senat Vogel, Berlin, Innensenator, 1981